# Guerra russo-sueca (1788–1790)
La Guerra russo-sueca de 1788–1790, coneguda com a Guerra russa de Gustau III a Suècia, Guerra de Gustau III a Finlàndia i Guerra sueca de Caterina II a Rússia, es va lliurar entre Suècia i Rússia del juny de 1788 a l'agost del 1790.

## Causes de la guerra
El conflicte fou iniciat pel rei Gustau III de Suècia per raons de política interior, car havia de fer front a una forta oposició dels nobles i del Riksdag i pensava que en fer entrar el país en guerra fins i tot els seus oponents l'haurien de recolzar. Tanmateix, si bé el seu cop d'estat de 1772 li havia donat importants poders, Gustau III no podia iniciar una guerra pel seu compte.
Algunes potències occidentals, com ara Gran Bretanya, Prússia i les Províncies Unides, estaven preocupades per la sèrie de victòries russes en el marc de la Guerra russoturca (1787-1792) i feien pressió a favor d'una guerra al nord que distrauria l'atenció de Caterina II de Rússia del teatre d'operacions del sud. Fou doncs per llur instigació que Gustau III conclogué un pacte amb l'Imperi Otomà durant l'estiu de 1788.
Alhora, un sastre de l'Opera Reial d'Estocolm rep l'ordre de cosir uniformes militars russos que s'utilitzaran el 27 de juny del 1788 durant un intercanvi de trets a Puumala, un post d'avançada de Suècia a la frontera russo-sueca. Aquest fals atac, que va causar un escàndol a Estocolm, proporcionà una excusa a Gustau III per declarar la guerra a Rússia.

## Desenvolupament del conflicte
El pla original de Suècia era organitzar un assalt naval a Sant Petersburg. Mentre que un exèrcit suec avançaria a través de Finlàndia, un segon exèrcit, acompanyat d'una flotilla de Suècia, avançaria al llarg de la costa del Golf de Finlàndia i un tercer exèrcit, embarcat a bord de la flota sueca hauria de desembarcar a Oranienbaum per marxar sobre Sant Petersburg.
La Flota russa del Bàltic, comandada pel Samuel Greigh, es va encontrar amb flota sueca el 17 de juliol de 1788 en la batalla de Hogland. La batalla fou tàcticament indecisa, però impedí el desembarcament suec. La notícia d'aquest fracàs estratègic augmentà la impopularitat de la guerra a Suècia i els oficials finlandesos es va amotinar.
Per la seva banda, Dinamarca, per complir amb el seu tractat amb Rússia, va declarar la guerra a Suècia. Un exèrcit noruec va envair breument Suècia, però després d'algunes escaramusses, la pau es va signar en 9 de juliol de 1789 gràcies a la intervenció diplomàtica de la Gran Bretanya i Prússia que empenyeren Dinamarca a declarar la seva neutralitat en la guerra russo-sueca.
Al mar, les flotes russes i sueques es trobaren de nou a l'illa d'Öland el 25 de juliol de 1789, però el combat fou de nou incert, mentre que les operacions terrestres a Finlàndia foren de poca envergadura. A més, l'exèrcit de terra estava infestat d'opositors de Gustau III que hi exercien gran influència, el que va obligar el rei a dependre gairebé exclusivament de la seva armada.

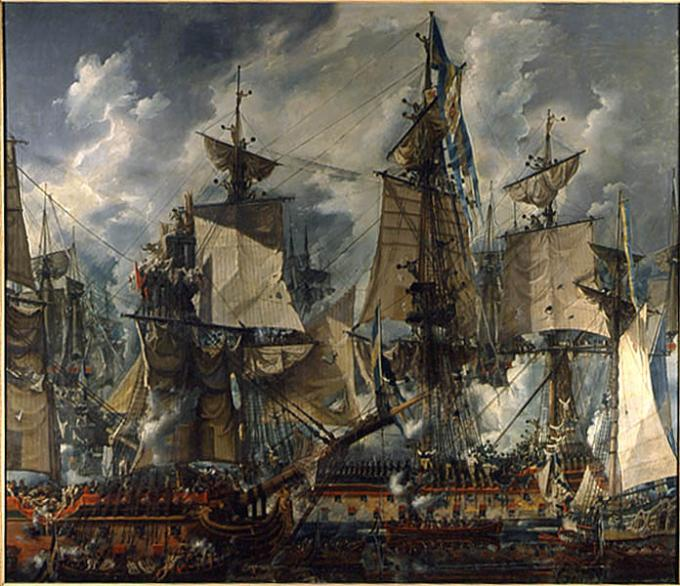
La batalla de Hogland

El 1790, Gustau III prepara un nou pla de desembarcament, aquest cop prop de Víborg, però la flota sueca és derrotada per la seva homòloga russa a la batalla de Reval del 13 de maig i un altre atac a principis de juny, també fracassa. La flota sueca es replega a la badia de Víborg, on la flota russa, ara dirigida per Vassili Txitxàgov, la bloqueja durant un mes. El 4 de juliol, els suecs forcen el bloqueig rus a la gegantina batalla de la badia de Víborg però paguen un alt preu per això, i perden 7 navilis de línia i 3 fragates contra només 2 navilis per part de Rússia.
Part de la flota sueca es retira a Sveaborg per efectuar reparacions, mentre que la resta pren una forta posició defensiva. El 9 de juliol, un impetuós atac rus impetuós acabar en desastre a la batalla de Svensksund; els russos hi perden 7.400 homes, i més de la meitat de llurs navilis de línia (i un terç de la seva flota en total). Aquesta gran victòria sueca empeny Rússia empeny a negociar la pau, que el gran canceller Aleksandr Bezborodko signa el 14 d'agost de 1790 al Tractat de Värälä on els dos països es retornen llurs conquestes i retornen igualment a llur situació d'abans de la guerra.

## Conseqüències
La guerra russo-sueca de 1788-1790 és, en conjunt, gairebé insignificant per als governants d'ambdós països. Caterina II la veu com una distracció menor car la major part de les seves tropes de terra estan compromeses en la guerra contra l'Imperi Otomà i està al seu torn més preocupada per les revolucions que tenen lloc a Polònia i França.
Per a Gustau III, és sobretot una manera de resoldre els seus problemes interns, però se'n surt breument i el rei és assassinat el 1792 per conspiradors aristòcrates. El seu fill i successor, Gustau IV, és deposat per un cop d'Estat el 1809 després de la guerra finlandesa, fet que comporta la pèrdua d'aquest país a favor de Rússia.